# Sedliště (Plzeň)
Sedliště é uma comuna checa localizada na região de Plzeň, distrito de Plzeň-jih.